# Belgier

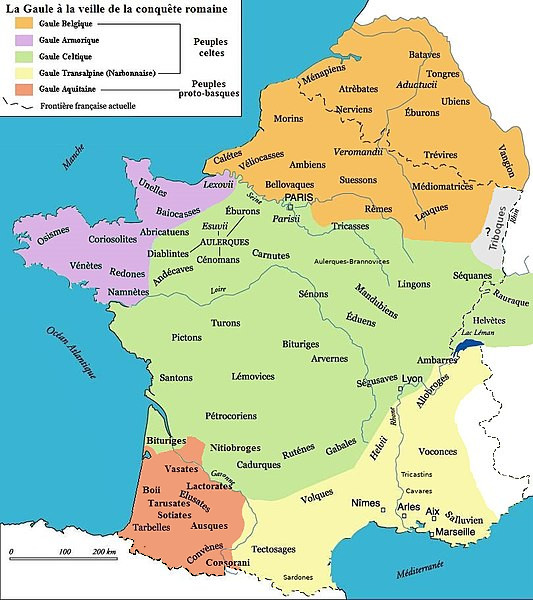
Karta över folk i Gallien strax före den romerska invasionen. Orange färg visar belgiernas utbredningsområde. Området sträcker sig mellan floderna Seine/Marne och Rhen, vilket gör det cirka tre gånger större än dagens Belgien.

Belgier (latin: Belgae) var keltiska folkstammar som levde i norra Gallien från 200-talet f Kr, från cirka 75 f Kr även i södra England. De belgier som levde i Gallien besegrades 57-46 f kr och upptogs i Romarriket. Den romerska provinsen Gallia Belgica inrättades under kejsar Augustus.